# Écriture littéraire

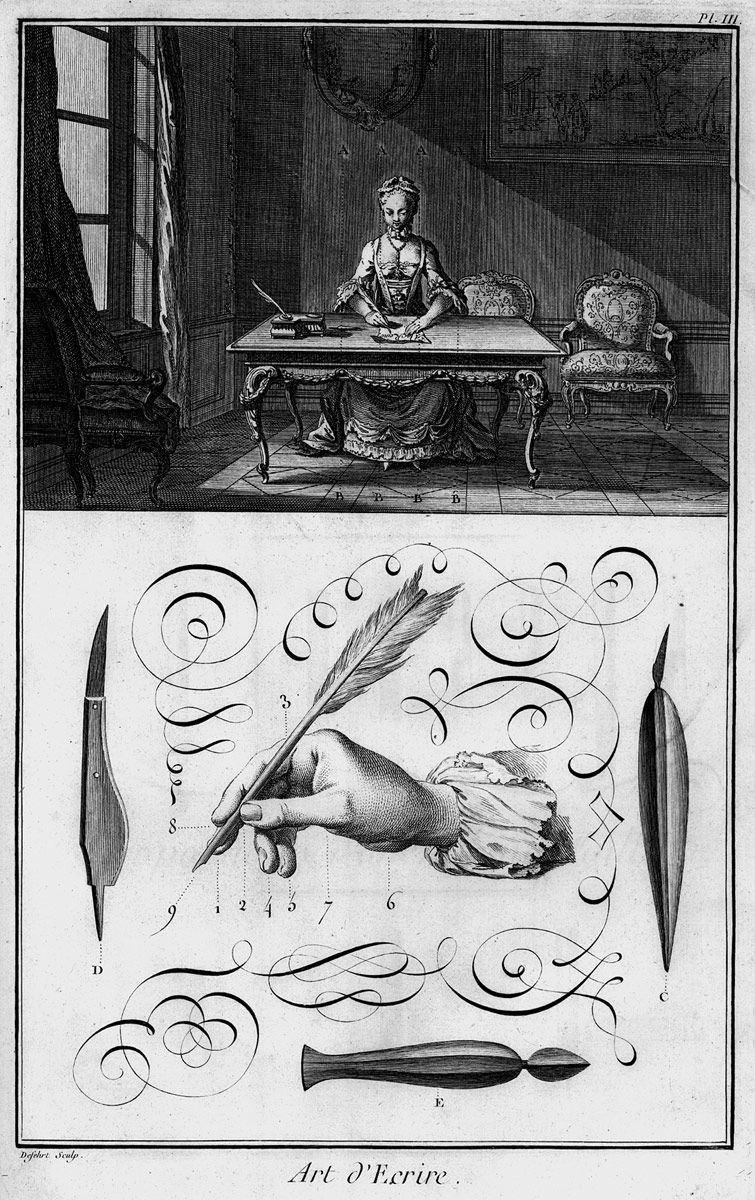
Article de l'Encyclopédie de Diderot et d'Alembert sur l'art d'écrire, en pratique et en théorie

 (mai 2025).
- Si vous ne connaissez pas le sujet, laissez ce bandeau (vous pouvez alors contacter les auteurs).
- Si vous supprimez le contenu mis en cause (vous pouvez préalablement contacter les auteurs),

argumentez précisément cette suppression dans la page de discussion
(un manque de référence n'est pas un argument ; une recherche réelle de référence doit avoir été effectuée, être formellement documentée).
 (octobre 2008).
L'écriture littéraire désigne un type d'écriture propre à la littérature par opposition à l'écriture ordinaire.
L'écriture littéraire serait le propre de l'écrivain professionnel qui entend bien écrire dans un cadre public, produit une œuvre, et reçoit une consécration institutionnelle grâce à la publication de celle-ci. Au contraire, l'écriture ordinaire serait l'apanage de l'amateur qui écrit au quotidien dans un cadre relativement privé, qu'il soit scolaire (prise de notes, rédaction, dissertation...), professionnel (comptes rendus, courriels...) ou domestique (correspondance, journal intime, liste de course...), souvent sous forme manuscrite.
Ces deux types d'écriture sont généralement dotés de fonctions et de valeurs inégales :
- L'écriture littéraire procèderait d'une fonction esthétique, tandis que l'écriture ordinaire relèverait d'un emploi utilitaire.
- L'écriture littéraire serait belle et exceptionnelle, tandis que l'écriture ordinaire serait fade et banale[1].

L'écriture littéraire obéit aux règles de la grammaire prescriptive en vigueur à une époque et en un lieu donné, quoiqu'elle puisse occasionnellement s'en affranchir, et ce faisant, redéfinir ces règles pour la postérité. Par exemple : un poète peut s'autoriser des licences poétiques en modifiant durablement l'orthographe d'un mot, ou un romancier recourir à des néologismes qui entreront ensuite dans la langue pour ses successeurs.
Cependant, l'écriture littéraire compose également avec des normes de contenu et de forme supplémentaires, définies par la tradition passée et les usages contemporains dans le domaine de la littérature. Au XVIIe siècle, par exemple, un écrivain doit tenir compte des principes de la rhétorique héritée de l'Antiquité ou de la règle des trois unités. À nouveau, l'écrivain peut respecter ces contraintes, ou au contraire y déroger, contribuant ainsi à les redéfinir pour la postérité.
L'écriture littéraire doit être différenciée de notions proches : l'écriture en général, qui désigne un système de communication fondé sur la langue écrite, et le style littéraire en particulier, qui recouvre traditionnellement une manière idiosyncratique, ou du moins singulière, d'écrire.

## Histoire de la notion d'écriture littéraire
En prose, l'idée que "l'écriture littéraire" est fondamentalement différente de l'écriture ordinaire remonte aux années 1850. On considère alors tantôt qu'elle correspond à la "norme haute de la langue", en ce qu'elle illustre les règles définies par les institutions littéraires (comme l'Académie française ou l'école par exemple), tantôt, au contraire, qu'elle met en jeu une langue expérimentale qui rompt avec les pratiques antérieures. En poésie, cette distinction est plus ancienne encore.
Toutefois, la réalité langagière qui se cache derrière l'expression d'"écriture littéraire" varie au fil du temps : s'il s'agissait d'écrire comme Anatole France pour la génération 1900, il s'agit d'écrire comme André Gide pour la génération 1920. S'il était question de bannir le registre bas de la langue de ses écrits au début du XIXe siècle, il est nécessaire d'introduire la langue parlée dans ses ouvrages au milieu du même siècle.
La notion d'"écriture littéraire" ou de "langue littéraire" est donc une construction sociale correspondant à un objet mouvant, et non une réalité immuable. Selon Roland Barthes, « Placée au cœur de la problématique littéraire qui ne commence qu'avec elle, l'écriture est essentiellement la morale de la forme, c'est le choix de l'aire sociale au sein de laquelle l'écrivain décide de situer la nature de son langage. »

## Critères de définition de l'écriture littéraire

### Le critère du travail artistique et de l'intention esthétique
La critique littéraire, la linguistique et la stylistique se sont essayées[Où ?] à définir ce qui distinguait essentiellement l'écriture littéraire pratiquée par les écrivains professionnels de l'écriture ordinaire pratiquée par les amateurs en avançant les critères du travail sur la langue et de l'intention esthétique. Roman Jakobson, par exemple, notait[Où ?] que le propre de l'écriture littéraire serait d'être dotée d'une « fonction poétique ». Roland Barthes, pour sa part, remarquait que pour les écrivains,  « écrire » était « un verbe intransitif » parce que c'était une fin en soi, tandis que pour les autres « écrire » était un moyen.
Afin de déterminer si un écrit est littéraire, on peut alors s'en remettre au goût du lecteur, capable de reconnaître et d'apprécier la beauté d'un objet (critique fondée sur la réception) ; ou documenter le travail de l'écrivain en consultant les états antérieurs de cet écrit, ou en lisant les paratextes de ses œuvres et ses documents personnels (critique génétique).

### Le critère de la publication: écrire pour le public
« L’écriture [avait été inventée] pour fixer, bien plutôt que des idées pour les autres, des choses pour soi. »

— Aragon, Je n'ai jamais appris à écrire ou les Incipit, 1969
Certaines pratiques d'écriture privées donnent lieu à des œuvres publiées après la mort de leur auteur, voire contre leurs souhaits, et sont malgré cela considérés comme des écrits littéraires en raison de leur qualité esthétique. Faire sa correspondance, ou tenir un journal intime peut aujourd'hui relever de l'écriture littéraire, alors que ce n'était pas le cas au XVIIe siècle par exemple. Le critère de la publication n'est donc pas infaillible pour distinguer écriture littéraire et écriture ordinaire.

### Remise en question de la dichotomie
Dès le XIXe siècle, cette prétendue fracture entre une écriture d'exception et une écriture ordinaire est remise en question : la critique invite désormais à considérer qu'il n'y a qu'une différence de degré au sein d'un continuum, et non une différence de nature. De nos jours, on[Qui ?] envisage « l'écriture littéraire » comme un moyen terme entre la langue en général, comme système de signes à la disposition de tous, et le style en particulier, comme usage singulier de la langue. Dès le début du XXe siècle, Charles Bally définit l'écriture littéraire comme une tradition :

« La langue littéraire est une forme d'expression devenue traditionnelle ; c'est un résidu, une résultante de tous les styles accumulées à travers les générations successives, l'ensemble des éléments littéraires digérés par la communauté linguistique, et qui font partie du fonds commun tout en restant distincts de la langue spontanée »

Et aujourd'hui encore, Dominique Maingueneau note que la littérature « a tendance en s’accumulant à produire des faisceaux de traits linguistiques qui marquent l’appartenance à la littérature ».

## Enseigner l'écriture littéraire
Les préfaces des grandes œuvres littéraires, les manifestes des écoles littéraires, ou encore les écrits personnels des écrivains sont souvent envisagés comme des arts d'écrire dont on tire des principes.

## Écriture littéraire et style littéraire
L'écriture littéraire, définie collectivement, se double toujours d'une écriture singulière : il s'y manifeste le style d'une époque en particulier, d'une école en particulier, voire d'un écrivain en particulier. Roland Barthes remarque que des contemporains peuvent avoir des styles que tout sépare. « Gide et Queneau, Mallarmé et Céline, Claudel et Camus, qui ont parlé le même état historique de notre langue avaient des écritures profondément différentes. ».
- Le style parlé, un peu vociférant, de Louis-Ferdinand Céline, dans Voyage au bout de la nuit : « "Je vais me tuer !" qu'il me prévenait quand sa peine lui semblait trop grande. Et puis il parvenait tout de même à la porter sa peine un peu plus loin comme un poids bien trop lourd pour lui, infiniment inutile, peine sur une route où il ne trouvait personne à qui en parler, tellement qu'elle était énorme et multiple. Il n'aurait pas su l'expliquer, c'était une peine qui dépassait son instruction. Lâche qu'il était, je le savais, et lui aussi, de nature espérant toujours qu'on allait le sauver de la vérité, mais je commençais cependant, d'autre part, à me demander s'il existait quelque part, des gens vraiment lâches... On dirait qu'on peut toujours trouver pour n'importe quel homme une sorte de chose pour laquelle il est prêt à mourir tout de suite et bien content encore. Seulement son occasion ne se présente pas toujours de mourir joliment, l'occasion qui lui plairait. Alors il s'en va mourir comme il peut, quelque part... Il reste là l'homme sur la terre avec l'air d'un couillon en plus et d'un lâche pour tout le monde, pas convaincu seulement, voilà tout. C'est seulement en apparence la lâcheté.  »
- Le style fluide, caractérisé par l'hypotaxe, de Marcel Proust (extrait de Sur la lecture): «  Il n'y a peut-être pas de jours de notre enfance que nous ayons si pleinement vécus que ceux que nous avons cru laisser sans les vivre, ceux que nous avons passés avec un livre préféré. Tout ce qui, semblait-il, les remplissait pour les autres et que nous écartions comme un obstacle vulgaire à un plaisir divin; le jeu pour lequel un ami venait nous chercher au passage le plus intéressant, l'abeille ou le rayon de soleil gênants qui nous forçaient à lever les yeux de sur la page ou à changer de place, les provisions de goûter qu'on nous avait fait emporter et que nous laissions à côté de nous sur le banc, sans y toucher, tandis qu'au-dessus de notre tête le soleil diminuait de force dans le ciel bleu, le dîner pour lequel il avait fallu rentrer et où nous ne pensions qu'à monter tout de suite après, finir le chapitre interrompu, tout cela, dont la lecture aurait dû nous empêcher de percevoir autre chose que l'importunité, elle en gravait au contraire en nous un souvenir tellement doux, tellement plus précieux — à notre jugement actuel — que ce que nous lisions alors avec tant d'amour que, s'il nous arrive encore aujourd'hui de feuilleter ces livres d'autrefois, ce n'est plus que comme les seuls calendriers que nous ayons gardés des jours enfuis, et avec l'espoir de voir reflétés sur leurs pages les demeures et les étangs qui n'existent plus. »
- Phrases longues, mais sans cesse interrompues par les parenthèses, de Claude Simon (Les Géorgiques) : C'était un très vieux général (du moins il leur paraissait tel) lui aussi (comme l'élégante alezane) sans un atome de graisse, sec sinon même desséché, avec ses joues glabres et parcheminées, cartonneuses aurait-on dit, comme s'il avait été extrait pour la circonstance (la guerre) intact, ivoirin et momifié, de quelque tombeau pharaonique ou conservé peut-être dans le froid (il y semblait insensible, ne portait qu'un léger manteau de ratine (une longue veste plutôt) fendu par derrière, comme s'il eût mis pour une promenade au Bois, le matin, croisant dans l'allée des Acacias les élégantes en calèche et en victorias, les vieilles cocottes contemporaines de sa jeunesse (car pour eux il devait au moins dater de cette époque, c'est-à-dire celle qui avait précédé non cette guerre mais l'autre — puisqu'il semblait maintenant un fait acquis que l'Histoire dut être divisée non en siècles mais en courtes périodes d'une vingtaine d'années, le temps pour les couturiers aux fastes babyloniens de fourrer les femmes dans des tuyaux de lamé, leur farder les yeux de vert, suspendre dans leurs salons des tableaux cubistes, puis faire vendre le tout aux enchères avant saisis-arrêt, après quoi l'état de choses normales (la guerre) pouvait reprendre et les vieux généraux mis en conserve dans les frigidaires reparaître intactes, aptes de nouveau au service, c'est-à-dire à exercer le droit de vie et de mort, si nécessaire sur eux-mêmes (celui-là devait se tirer une balle dans la tête), auquel prix, pendant les mois d'inaction forcée, il leur était alloué quelque anglo-arabe à pedigree pour qu'ils puissent se livrer non à des inspections mais aux quelques heures d'exercice quotidien et d'aération sans doute indispensable aux momies).
- Début d'un roman policier de l'écrivain américain James Ellroy, The cold six thousands (titre français: American death trip) : Un style à la mitraillette, des phrases de quatre mots blanches comme la mort. « They sent him to Dallas to kill a nigger pimp named Wendell Durfee. He wasn't sure he could do it"

### Sources et bibliographie
- Roland Barthes, Le Degré zéro de l'écriture  (ISBN 2-02000-610-3)
- Jean Guenot, Écrire, guide pratique de l'écrivain, avec des exercices  (ISBN 2-85405-079-7)
- Michel Volkovitch, Le Verbier  (ISBN 2-86231-157-X)
- Citations du monde pour les citations de Flaubert
- Des femmes : images et écritures, éd. Andrée Mansau, Toulouse, Presses universitaires du Mirail, 2004, 260 p.